# An Chính Văn
An Chính Văn (tiếng Trung: 安正文; bính âm: Ān Zhèngwén; Wade–Giles: An Cheng-wen) là một họa sĩ cung đình Trung Quốc trong thời kỳ nhà Minh (1368–1644).
An Chính Văn sinh ra tại Vô Tích và được biết đến với việc vẽ người, phong cảnh và các tòa nhà.

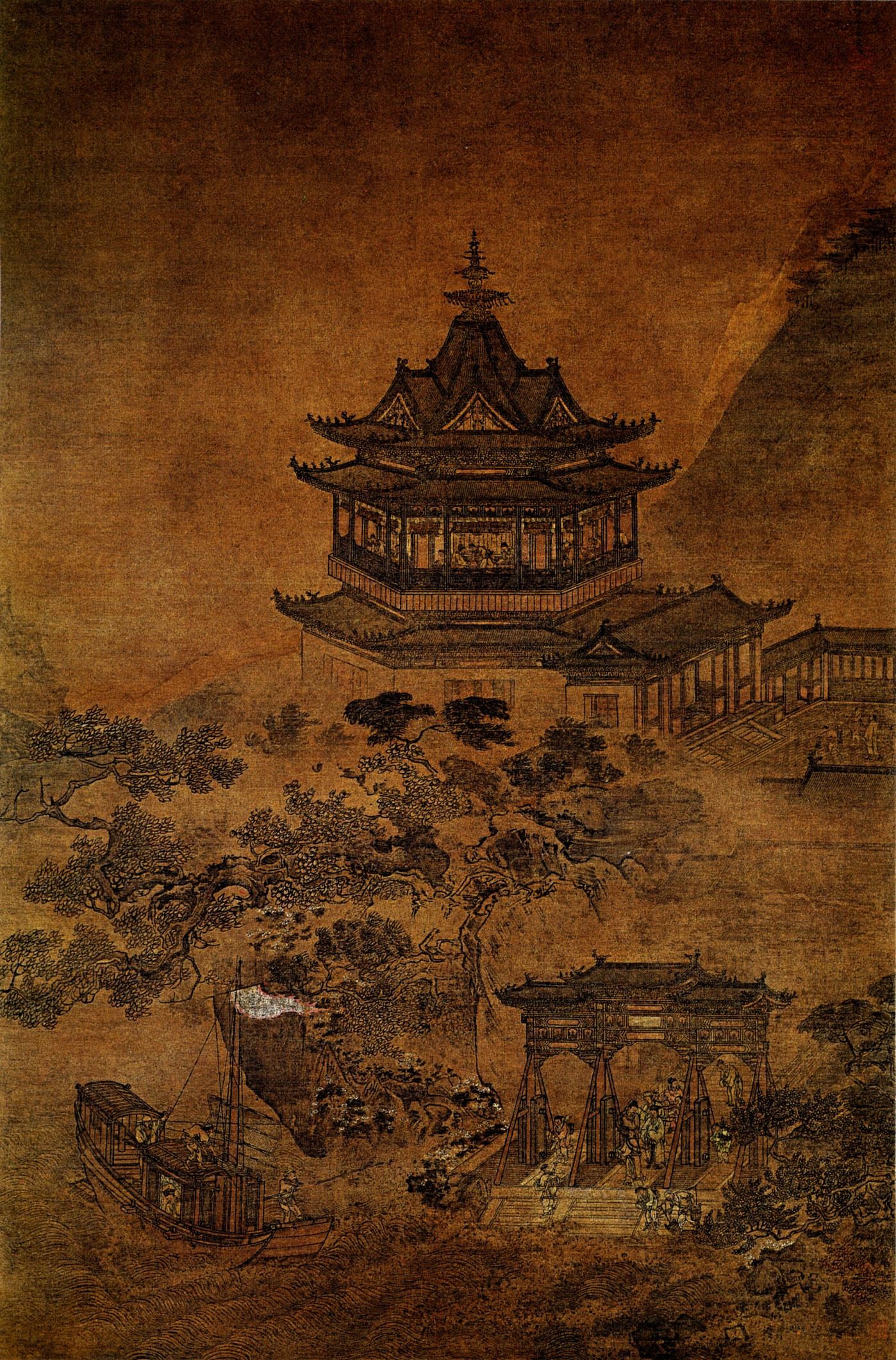
Nhạc Dương lâu
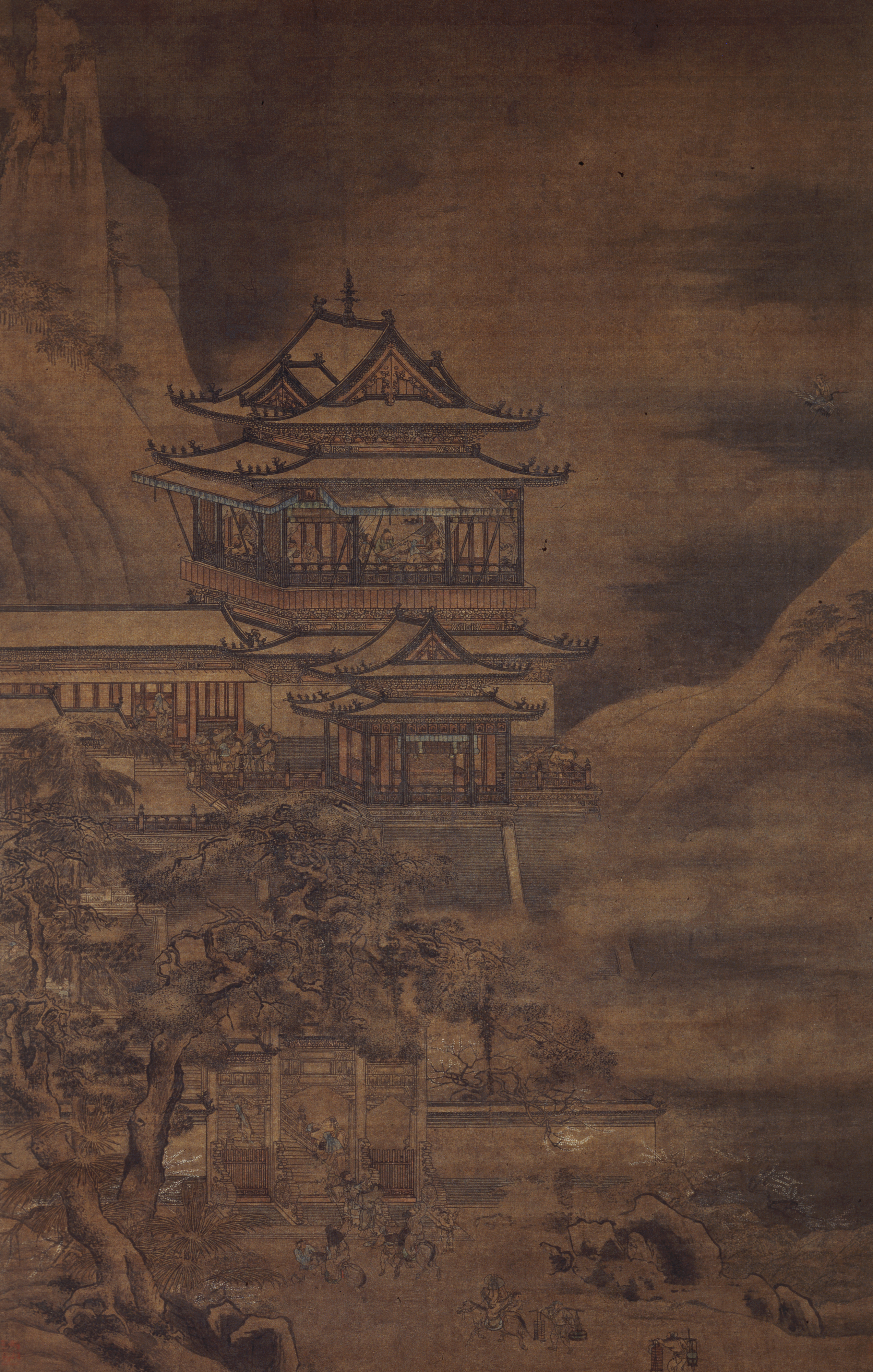
Hoàng Hạc lâu